# Cursus (Rhythmik)
Das lateinische Mittelalter kannte neben der antiken Metrik auch rhythmische Versgestaltungen, die unter dem Namen cursus geläufig sind. In den mittelalterlichen Urkunden, insbesondere der Päpste, sind sie am Ende der Sätze eingesetzt worden, um ein Merkmal für die Echtheit zu schaffen.
Die wichtigsten Formen des cursus sind:
- cursus velox (Xxx xxXx), z. B. gloriam perducamur
- cursus planus (Xx xXx), z. B. nostris infunde und der
- cursus tardus (Xx xXxx), z. B. incarnationem cognovimus

In der antiken Rhetorik werden metrische Schlusswendungen Klauseln genannt.